# DrumHeads!!
DrumHeads!! ist eine Special-Interest-Zeitschrift, die sich  mit Schlagzeug und Perkussionsinstrumenten beschäftigt. Sie erscheint seit Februar 2005 alle zwei Monate. Seit Ausgabe 02/2010 wurde Christian Wenzel als vormaliger Chefredakteur und maßgeblicher Entwickler der deutschen Ausgabe dieser Zeitschrift durch das bisherige Redaktionsmitglied Manuela Müller als Chefredakteurin ersetzt. Seit Oktober 2013 ist der vormalige Redakteur und stellvertretende Chefredakteur Cord Radke Chefredakteur des Magazins. Als Besonderheit werden in jeder Ausgabe vier Songs für Schlagzeuger transkribiert. DrumHeads!! ist das erste und mittlerweile einzige deutschsprachige Schlagzeugmagazin mit einer Playalong-CD.

## Umfang des Magazins
Jede Ausgabe besteht aus aktuell ungefähr 98 Seiten. Jeder Ausgabe liegt eine CD mit Workshop-Audiofiles, Grooves und Licks der interviewten Schlagzeuger und Playalong-Songs bei. Die vier Playalong-Songs sind auf der CD einmal als Version mit Schlagzeug und Band und einmal mit und ohne Click und Band vorhanden. In dem Heft sie die Songs ausnotiert. Seit der Ausgabe 6/2010 präsentiert DrumHeads!! auch Originalsongs, meist mit Gesang. Auf Wunsch der Leser werden die Songs seit Ausgabe 5/2012 vermehrt mit Gesang produziert, ursprünglich waren sie instrumental. Die Songs sind meist aktuell, teilweise werden auch Klassiker transkribiert.
Zudem werden Leserbriefe auf einer Doppelseite präsentiert.
Daneben gibt es noch folgende Bereiche:
- Interviews mit berühmten Schlagzeugern
- Workshops zu verschiedenen Themen
- Masterclasses, oft prominenter Dozenten, zu verschiedenen Themen
- Testberichte aktueller Neuigkeiten
- Gewinnspiel
- Adventskalender
- CD/DVD – Rezensionen
- PiTTis Kolumne

## Playalong-Contest
Der erste Playalong-Contest wurde im April 2006 auf der Frankfurter Musikmesse ausgetragen. Gewinner des Contest war Tobias Schuhmann mit Slipknots „Duality“. Seitdem wurde bis zum Jahr 2016 auf der Musikmesse der Contest veranstaltet. Hierbei bewarben sich Drummer aus Deutschland, der Schweiz und Österreich mit ihrer möglichst notengenauen Interpretation eines selbstgewählten Songs der DrumHeads!!-Playalongs. Eine Jury traf die Vorauswahl und lud drei Kandidaten fürs Finale ein.

## Sonstiges
2007 veröffentlichte die Redaktion die erste Sonderausgabe im Taschenbuchformat.